# Harth-Pöllnitz
Harth-Pöllnitz là một đô thị ở huyện Greiz, ở bang Thüringen, Đức. Đô thị này có diện tích 55,36 km², dân số thời điểm ngày 31 tháng 12 năm 2006 là 3284 người.